# Garth Brooks in... The Life of Chris Gaines
| Оценки критиков      | Оценки критиков |
| Источник             | Оценка          |
| -------------------- | --------------- |
| About.com            | [ 4 ]           |
| AllMusic             | [ 1 ]           |
| The A.V. Club        | (mixed)         |
| The Daily Vault      | B−              |
| Entertainment Weekly | C−              |
| Mojo                 | (favorable)     |
| PopMatters           | (favorable)     |
| Q                    | [ 7 ]           |
| Robert Christgau     | [ 9 ]           |
| Rolling Stone        | [ 3 ]           |

Garth Brooks in… The Life of Chris Gaines — студийный альбом американского кантри-музыканта Гарта Брукса, выпущенный 28 сентября 1999 года под именем альтер эго певца Chris Gaines, вымышленного австралийского рок-певца. Также диск известен под названием «Chris Gaines. Greatest Hits».
Первоначально, планировалось, что этот диск станет саундтреком для кинофильма The Lamb о разных периодах из жизни рок-звезды. Однако, из-за финансовых и прочих проблем фильм The Lamb так и не был снят. Сингл «Lost in You» стал единственным в карьере Гарта Брукса треком, попавшим в top-40 американского чарта Billboard Hot 100 (где поднялся до пятой позиции).

## Список композиций
1. «That’s the Way I Remember It» (Tommy Sims, Tony Arata) — 4:29
2. «Lost in You» (Gordon Kennedy, Wayne Kirkpatrick, Sims) — 3:05
3. «Snow in July» (Kennedy, Kirkpatrick, Mike More, Andrew Logan) — 4:20
4. «Driftin' Away» (Sims) — 4:56
5. «Way of the Girl» (Kennedy) — 3:44
6. «Unsigned Letter» (Kennedy, Kirkpatrick) — 4:17
7. «It Don’t Matter to the Sun» (Kennedy, Kirkpatrick, Sims) — 4:21
8. «Right Now» (Cheryl Wheeler, Chet Powers) — 3:24
9. «Main Street» (Kennedy, Kirkpatrick, Trisha Yearwood) — 4:12
10. «White Flag» (Kennedy, Kirkpatrick) — 4:43
11. «Digging for Gold» (Kennedy, Kirkpatrick) — 5:08
12. «Maybe» (Kennedy, Phil Madeira) — 5:11
13. «My Love Tells Me So» (Kennedy, Kirkpatrick, Sims) — 4:33

## Участники записи
- Гарт Брукс — гитара, вокал

## Позиции в чартах
Альбом Garth Brooks in… The Life of Chris Gaines поднялся до второго места в американском основном хит-параде Billboard 200, а также достиг пятого места в канадском чарте Canadian Albums Chart. В ноябре 1999 года он был сертифицирован в 2-кратном платиновом статусе RIAA.